# Abierto de Estados Unidos 1988
Lista de los campeones del Abierto de Estados Unidos de 1988:

## Individual masculino
Mats Wilander (SWE) d. Ivan Lendl (República Checa), 6–3, 6–2, 4–6, 7–5

## Individual femenino
Steffi Graf (ALE) d. Gabriela Sabatini (ARG), 6–0, 6–4

## Dobles masculino
Sergio Casal(ESP)/Emilio Sánchez (ESP)

## Dobles femenino
Gigi Fernández (USA)/Robin White (USA)

## Dobles mixto
Jana Novotná (República Checa)/Jim Pugh (USA)
| Predecesor: 1987                         | Abierto de Estados Unidos 1988 | Sucesor: 1989                      |
| Predecesor: Campeonato de Wimbledon 1988 | Grand Slam 1988                | Sucesor: Abierto de Australia 1989 |

- Datos: Q686155